# Labastide-sur-Bésorgues
Labastide-sur-Bésorgues – miejscowość i gmina we Francji, w regionie Owernia-Rodan-Alpy, w departamencie Ardèche.
Według danych na rok 1990 gminę zamieszkiwały 192 osoby, a gęstość zaludnienia wynosiła 11 osób/km² (wśród 2880 gmin regionu Rodan-Alpy Labastide-sur-Bésorgues plasuje się na 1435. miejscu pod względem liczby ludności, natomiast pod względem powierzchni na miejscu 627.).